# Camors
Camors is een gemeente in het Franse departement Morbihan (regio Bretagne). De plaats maakt deel uit van het arrondissement Lorient. De gemeente telde 3.180 inwoners op 1 januari 2022.
Er ligt Station Lambel - Camors.

## Geografie
De oppervlakte van Camors bedroeg op 1 januari 2022 37,09 vierkante kilometer; de bevolkingsdichtheid was toen 85,7 inwoners per km².

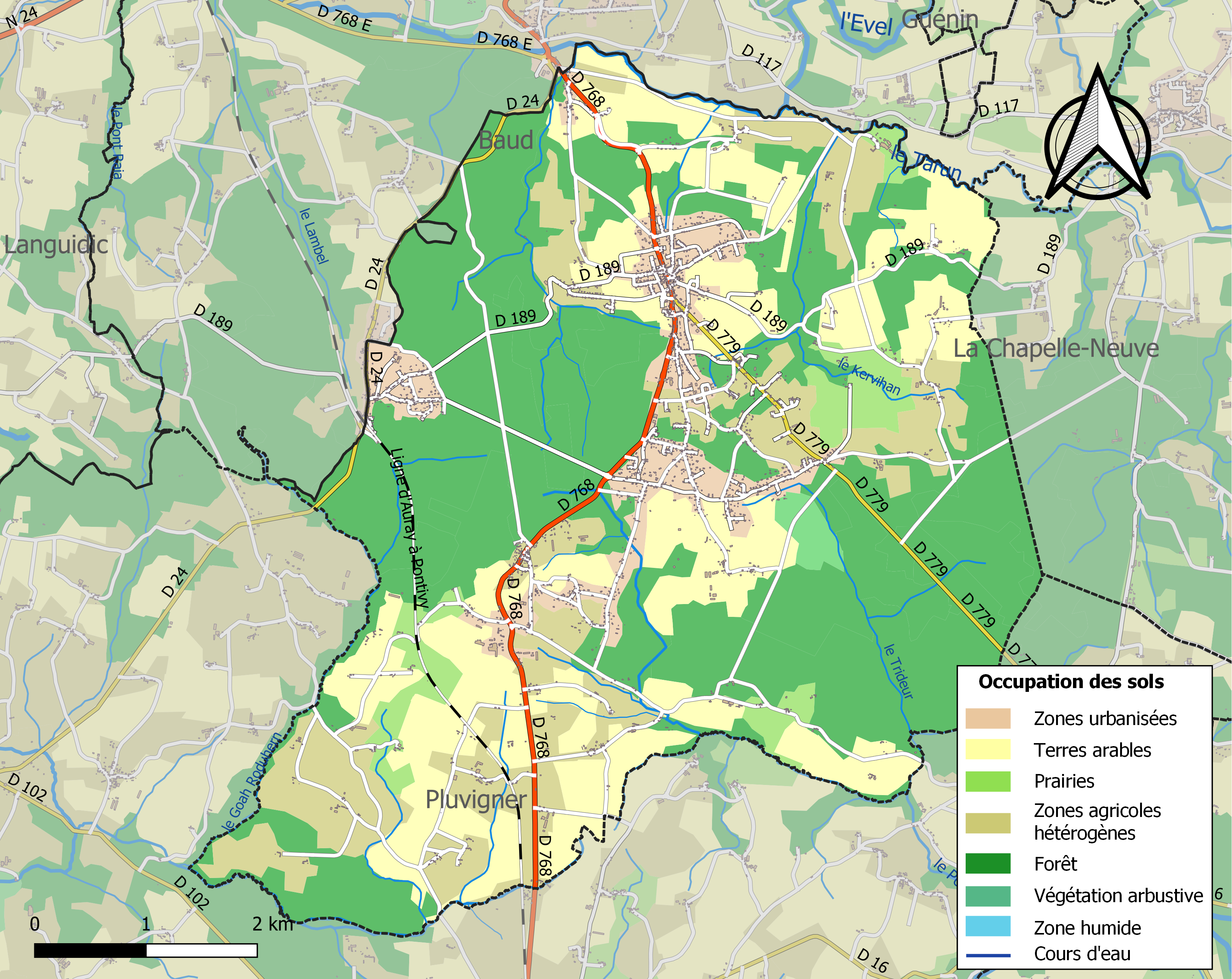
Kaart van de gemeente met de belangrijkste infrastructuur, bodemgebruik en omliggende gemeenten

## Demografie
Onderstaande figuur toont het verloop van het inwonertal, bron: INSEE-tellingen. 